# Рака (Кршко)
Рака (словен. Raka) — поселення в громаді Кршко, Споднєпосавський регіон, Словенія. Висота над рівнем моря: 263,8 м.

## Пам'ятки

### Рацький замок

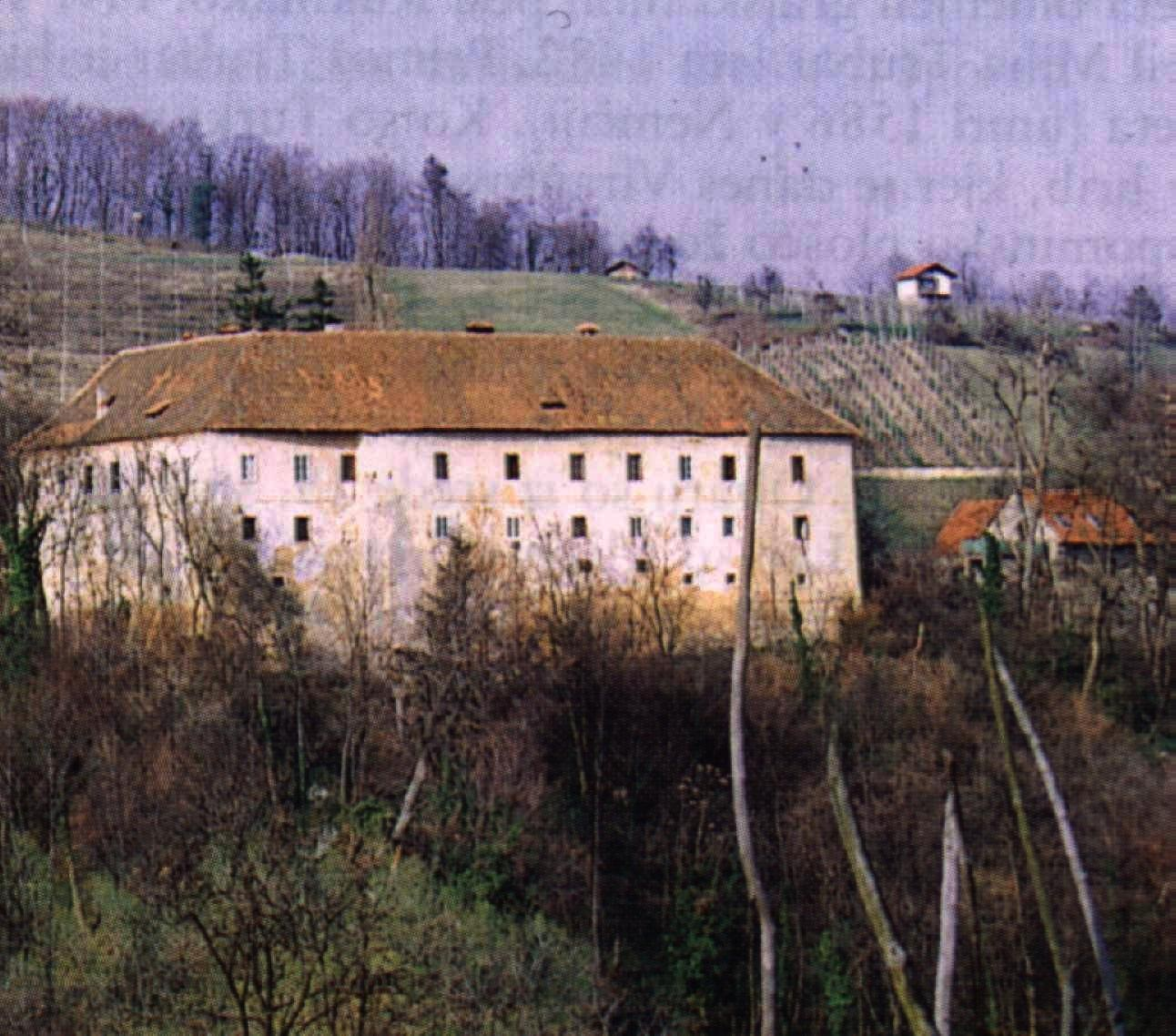
Рацький замок (1995)

Рацький замок — замок на захід від головного поселення. Це один з найстаріших замків Словенії, письмово згаданий у документах XII століття. В 1515 р. він був зруйнований в селянському повстанні. Нинішня будівля належить до великої реконструкції і перебудови наприкінці XVIII і на початку XIX ст. 